# Musa lokok
Musa lokok là một loài thực vật có hoa trong họ Musaceae. Loài này được Geri & Ng mô tả khoa học đầu tiên năm 2005.